# José María Movilla

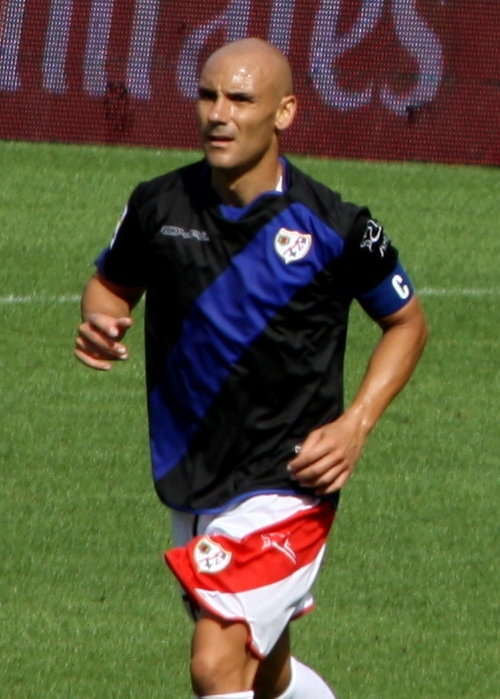
Imagem do espanhol José María Movilla Cubero.

José María Movilla Cubero, mas conhecido como Movilla (Madrid, 8 de fevereiro de 1975) é um futebolista espanhol que joga como meio-campista pelo clube Real Murcia da Espanha.

## Clubes
- Moscardó - 1994/1995
- CD Numancia - 1995/1996
- CD Ourense - 1996/1997
- Málaga CF - 1997/2001
- Atlético Madrid - 2001 à metade da temporada 2003/2004
- Real Zaragoza - 2003/2004 à 2006/2007
- Real Murcia - 2007/2008.